# Pentapoli aurunca

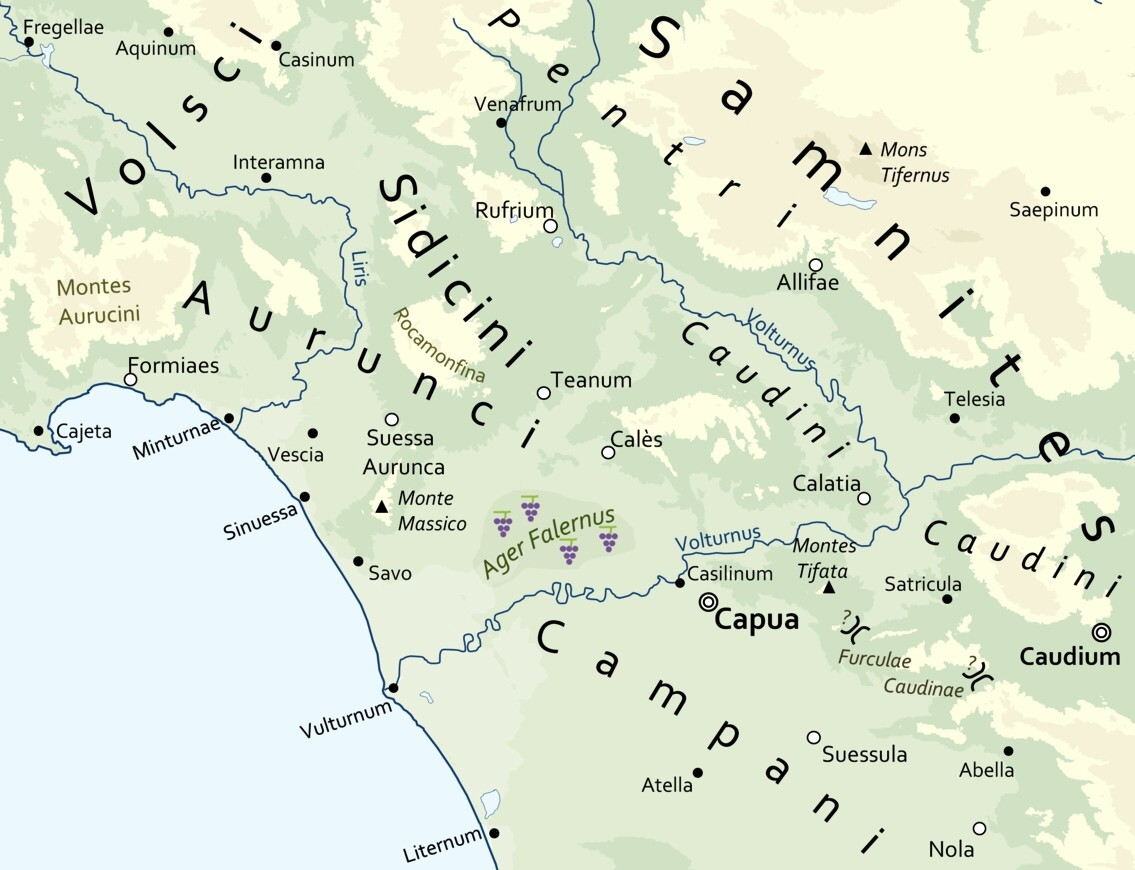
Il territorio degli Aurunci, fra Volsci, Sanniti e Campani

La Pentapoli aurunca era una federazione di città fondate dall'antico popolo degli Aurunci.

## Descrizione
Le città appartenenti alla lega erano Ausona, Vescia, Minturnae, Sinuessa e Suessa. Tuttavia sulla localizzazione delle città e sulla loro stessa appartenenza alla federazione esistono varie controversie.
Durante la guerra latina le città aurunche, al pari dei Volsci e dei Campani, sostennero i Latini contro Roma e i suoi alleati Sanniti. Sul territorio aurunco fu combattuta la battaglia di Trifano e la guerra, durata fra il 340 a.C. e il 338 a.C., si concluse con la vittoria della Repubblica romana.
Le città aurunche combatterono nuovamente contro Roma durante la Seconda guerra sannitica che ebbe inizio nel 326 a.C.: nel 314 a.C. i romani vinsero le città di Ausona, Vescia e Minturnae, e a quel punto le distrussero completamente. Tuttavia successivamente rifondarono Minturnae come colonia di diritto romano ed istituirono la colonia di diritto latino di Sessa Aurunca, città che conservavano il nome e pressoché la posizione di quelle degli Aurunci.